# Heidi, Girl of the Alps
«Хайди — девочка Альп» (яп. アルプスの少女ハイジ Арупусу но сё:дзё Хайдзи) — аниме-сериал Zuiyo Enterprises на основе рассказа «Хайди» швейцарской писательницы Иоханны Спири. Премьера сериала состоялась на телеканале BS Fuji в 1974 году. Над ним работали Исао Такахата, Хаяо Миядзаки и Ёити Котабэ (дизайн персонажей и режиссёр анимации). Согласно опросу, проведенному в 2007 году Агентство по делам культуры, занимает 47-е место среди лучших аниме всех времен. Для достоверного отражения природы в аниме Миядзаки специально посещал Швейцарию.
На волне успеха «Хайди» был основан проект «Театр мировых шедевров». «Хайди» не является частью этой серии, под знаком которой первым было создано аниме «Фландрийский пёс», вышедшее в 1975 году. «Хайди», наряду с некоторыми другими сериалами 1969—1974 годов, относится к подциклу «Calpis Comic Theater», по имени спонсора, компании Calpis.

## Компиляции

### Кинотеатральная версия 1979 года
В 1979 году силами студии Zuiyo, которая к тому времени отделилась от Nippon Animation, в кинотеатрах Японии вышла полнометражная версия сериала. Все персонажи в этой версии, кроме Хайди и её дедушки, были переозвучены заново. Фильм был дублирован на английский язык и вышел в США под названием «The Story of Heidi». На видео фильм впервые вышел в 1985 году. Исао Такахата, режиссёр оригинального сериала, сказал на счёт этого фильма: «Ни Хаяо Миядзаки, ни я, мы не имеем отношения к обрезанной версии».
В Японии фильм большую популярность не получил, однако, был тепло встречен в Европе. Вероятно, это связано с тем, что к тому времени оригинальный сериал на английском языке ещё не вышел и фильм был единственным способом познакомиться с данной работой японских аниматоров. К тому же, история о Хайди в США сама по себе очень популярна.

### Компиляция на видео 1993 года, в двух частях
В 1993 году, всё на той же студии Zuiyo, вышла новая компиляция истории о Хайди. На этот раз она представляла собой два полнометражных фильма (примерно по полтора часа) и вышла сразу на видео. Каждый фильм представлял собой примерно половину сериала, что позволило не так сильно урезать историю, как в версии 1979 года. Однако, большой известности эта компиляция не получила.

## Роли озвучивали
- Кадзуко Сугияма — Хайди
- Норико Охара — Петер
- Кохэй Мияути — дедушка Хайди
- Рихоко Ёсида — Клара Сесеманн
- Миёко Асо — мисс Роттенмейер
- Мияко Сима (первая часть), Тэруэ Нунами (вторая часть) — бабушка Петера
- Таэко Наканиси — Дэтэ
- Канэта Кимоцуки — Себастьян
- Таймэй Судзуки — господин Сесеманн
- Нацуко Кавадзи — бабушка Клары